# Confluence Project
Le Confluence Project est un projet artistique visant à mettre en avant l'histoire de l'expédition Lewis et Clark et ses conséquences dans la région Nord-Ouest Pacifique à travers sept lieux historiques le long du fleuve Columbia et de ses affluents dans l'État de Washington et l'Oregon.
Initié en 2000, il bénéficie de la collaboration de tribus amérindiennes de la région Nord-Ouest Pacifique et de groupes civiques et encourage la préservation et la protection des ressources naturelles et culturelles de la région.
L'artiste américaine Maya Lin est au centre du projet.